# بيلي برات
بيلي برات (بالإنجليزية: Billy Pratt)‏ (1874 ببرمنغهام في المملكة المتحدة - ) هو لاعب كرة قدم بريطاني (وحمل سابقاً جنسية المملكة المتحدة لبريطانيا العظمى وأيرلندا) في مركز الظهير. لعب مع برمنغهام سيتي.